# 大舘尚氏
大舘 尚氏（おおだち ひさうじ）は、室町時代後期（戦国時代）の武将。初名は重信（しげのぶ）、のち尚氏に改名。また、法名の常興（じょうこう）でも知られている。
大舘教氏（「教」字は足利義教の偏諱）の子。叔母に大舘佐子。

## 生涯
享徳3年（1454年）、大舘教氏の子として誕生。
寛正4年（1463年）、父・教氏が38歳で急死すると、祖父・持房の後見を受けて、8代将軍足利義政（義教の子）に出仕する。
文明元年（1469年）、将軍世子・足利義尚に付けられて申次となり、義尚の将軍就任後は御供衆・申次衆を務めて奉公衆第五番番頭を兼務、二階堂政行・結城政胤・尚豊らと共に将軍側近として活躍した。また、義尚の偏諱を受けて、尚氏と改名した。
長享元年（1487年）の六角高頼征伐（長享・延徳の乱）には奉公衆第五番を率いて参加し、政行・政胤らと共に評定衆に任じられて、義尚の政務決裁に参与した。2年後、義尚が急逝すると、即時撤退を唱えて六角氏の反撃を食い止めた。だが、足利義稙が将軍に就任すると、尚氏は義尚の元で権力を振るった政行・政胤らに連座して失脚し、番頭も解任された。
足利義澄が将軍になると、尚氏は幕府で用いられて、永正2年（1505年）に従四位下に叙せられる。また、若狭の青保・松永・安賀・鳥羽・宮川各荘など、北陸地方における幕府御料所の代官を務めた。
12代将軍・足利義晴の代には、尚氏は幕臣の長老として重んじられて、申次・内談衆に任じられ、娘を義晴の側室にするなど破格の待遇を受けた。また、義晴の養育係と推定される佐子局（清光院）も三淵晴員の姉が尚氏（あるいは大舘氏一族）の養女になって義晴に仕えたとする説もあり、尚氏の実娘も彼女の跡を継いで佐子局と名乗ったとされている。また、娘の一人が本願寺一族の玄秀に嫁いでいるが、玄秀は大館氏の所領である加賀国若松荘に拠点を置いている若松本泉寺の親族である。
晩年は出家して常興と名乗り、伊予入道とも称したが、天文15年（1546年）の舎利寺の戦い後に近江国に逃れた義晴に老齢であった尚氏が同行したとされていることから、具体的な没年は不詳であるが、この時点では健在であったと考えられている。

## 人物
尚氏は有職故実に詳しく、能筆として知られた他、和歌・連歌・蹴鞠にも通じていた。有職故実の著書としては、『大舘常興書札抄』・『大舘年中行事』などがある他、晩年に執筆された日記『大舘常興日記』は戦国期の室町幕府の動向を知る上で貴重な史料となっている。このため、三条西実隆ら公家や僧侶とも親交が厚かった。更に役職柄、各地の戦国大名との連絡役を務めることが多く、特に越後の長尾氏との取次に関する史料が残されている。義晴－尚氏－長尾為景・晴景の交渉は、次代の足利義輝－大舘晴光－長尾景虎（上杉謙信）へと継承されることとなる。